# Stålbyggnad

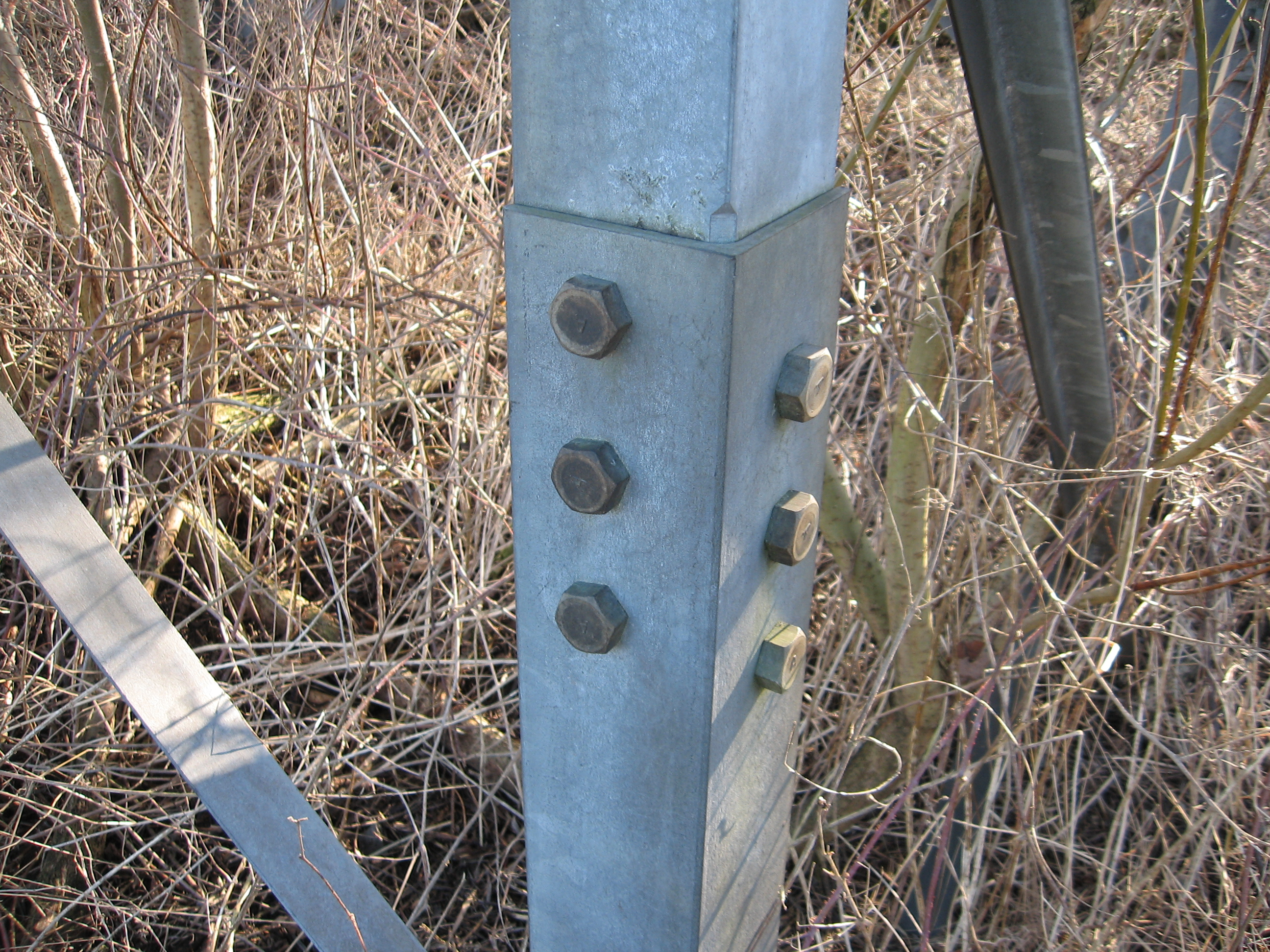
Skruvförband

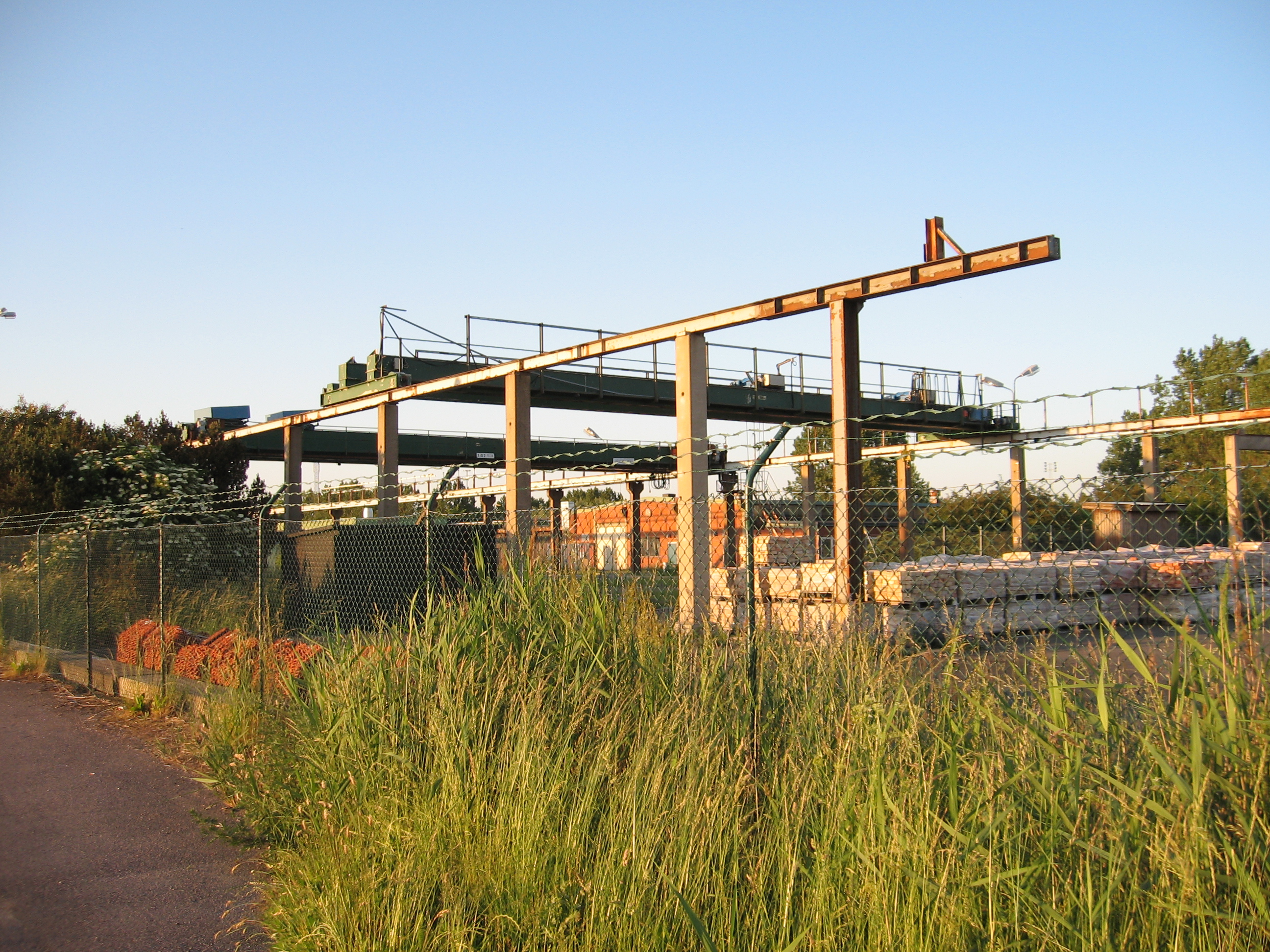
Traversbana

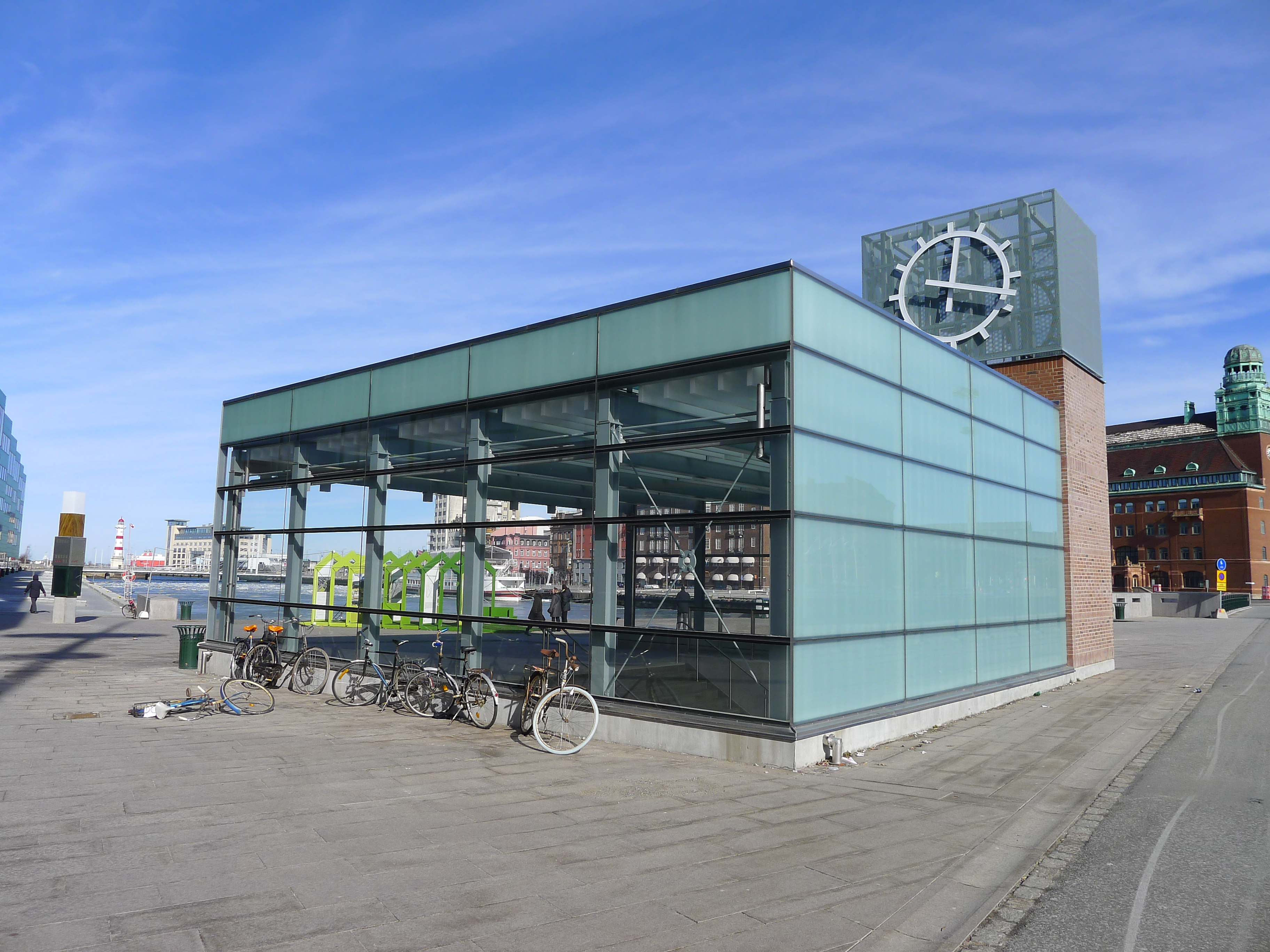
Byggnad med stålstomme

Stålbyggnad är läran om konstruktion, tillverkning och montage av byggnader och andra konstruktioner med bärande delar av stål. Exempel på bärande delar är stålstomme, fackverk och traverskranbana.
En stålbyggnad är en byggnad med bärande delar av stål. Stålbyggnad i sina olika betydelser benämns ibland stålkonstruktion; förr hette det järnkonstruktion. Det kan även syfta på själva tillverkningen, montaget med mera. 
De regler som gäller i Sverige för stålkonstruktioner återfinns i EKS, Transportstyrelsens föreskrifter och allmänna råd om tillämpning av eurokoder och i Eurokod 3 med tillhörande standarder för kontroll, tillverkning och montage. Regler för utförandet och kontroll av stålkonstruktioner återfinns i standarden EN 1090-2. Svetsning av armeringsjärn och ingjutningsgods undantaget, regler för det finns i EN ISO 17660.

## Stålbyggnadsföretag
Ett stålbyggnadsföretag kan vara en montagefirma, eller en stålbyggnadsverkstad som tillverkar stålstommar. En stålbyggnadsverkstad har exempelvis svetsare, grovplåtslagare och byggnadssmeder, som deltar i tillverkning och montage av stålkonstruktioner. 
För stålbyggnadsföretag se kategori:Stålbyggnadsföretag.

## Stålbyggnadskontroll
Stålkonstruktioner måste underkastas viss kontroll och oförstörande provning. Oförstörande provning vanligen av svetsar. Vad som krävs regleras i standarden för utförande av stålkonstruktioner EN 1090-2, standarden för svetskvalitet EN ISO 5817 och standarden för svetsning av armeringsjärn och ingjutningsgods EN ISO 17660.
För företag som håller på med stålbyggnadskontroll se kategori:Stålbyggnadskontroll.

## Se även

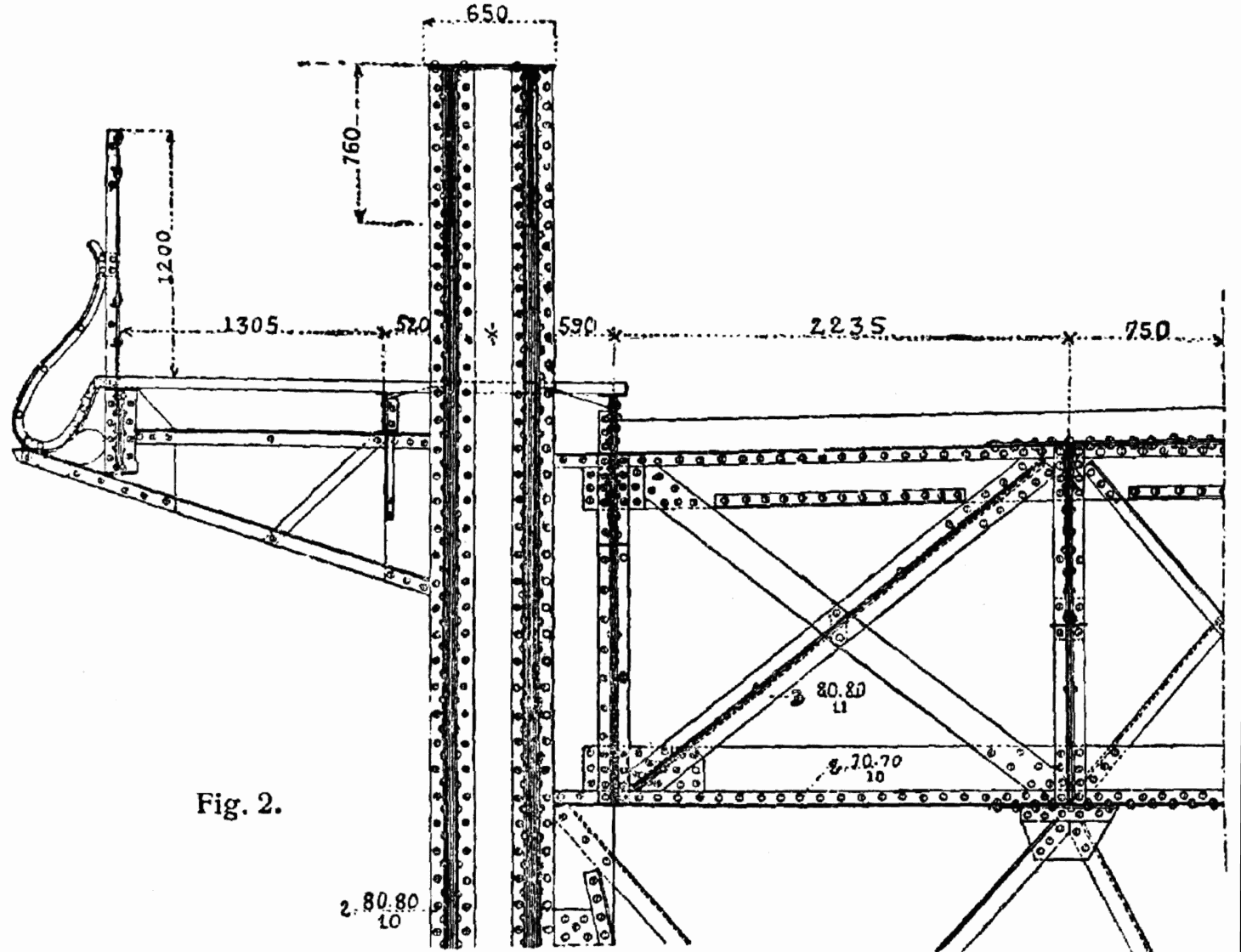
Stålbro